# Estação Ayurá
A Estação Ayurá é uma das estações do Metrô de Medellín, situada em Envigado, entre a Estação Aguacatala e a Estação Envigado. Administrada pela Empresa de Transporte Masivo del Valle de Aburrá Limitada (ETMVA), faz parte da Linha A.
Foi inaugurada em 30 de novembro de 1996. Localizada no cruzamento da Autopista Regional com a Rua 25aa Sur, a estação situa-se em uma das margens do Rio Medellín. Atende o bairro Las Vegas, situado na Zona 1 do município.